# Irma Álvarez Ccoscco
Irma Álvarez Ccoscco (Quechua Irma Alwaris Qusqu; * in den 1980er Jahren in Haquira, Provinz Cotabambas, Region Apurímac, Peru) ist eine peruanische Dichterin, Programmiererin, Übersetzerin von Software und Quechua-Sprachaktivistin.

## Leben
Irma Álvarez Ccoscco wuchs in einer Quechua-Familie in Haquira (Hakira) in der Region Apurímac auf, einem Ort „voller Kunst, Musik, Tanz und Bräuche“, an dem etwa 90 % der Bevölkerung Qusqu-Qullaw-Quechua sprechen. Wegen der sozialen Konflikte, so Álvarez, verließ sie ihren Heimatort, und viele Menschen haben ihre traditionellen Trachten aufgegeben. Dank ihrer Mutter hat sich Álvarez jedoch das Quechua bewahrt.
Irma Álvarez Ccoscco erhielt ein Forschungsstipendium (Artist Leadership Program) für ein Projekt am Smithsonian-Nationalmuseum der Indianer (NMAI) in Washington, D.C. (USA), wo sie Quellenforschung über die Quechua betrieb. Danach arbeitete sie in einem Programm Animación Campesina del Centro Bartolomé de las Casas in Cusco (Peru), in dessen Rahmen sie in Quechua-Gemeinden der Region Cusco Kurse zur Erlangung der Schreibfähigkeit bei Erwachsenen durchführte. 2018 stellte sie ihren ersten Kurzfilm Runasimipi Qillqaspa („Quechua schreibend“) vor, in dem unter anderem über ihre Bemühungen im Rahmen dieses Projektes berichtet wird, Quechua-Muttersprachlern in den Anden das Lesen und Schreiben auf Quechua beizubringen. Insgesamt ist der Film ein Aufruf dazu, dringend etwas für den Erhalt der Quechua-Sprache zu tun. Sie ist in diesem Film an verschiedenen Orten Perus zu sehen, teilweise mit ihrem Kind.
Irma Álvarez hat an einer Reihe von Projekten zur Verwendung des Quechua im Radio und in Software in Peru und den USA teilgenommen. Eine ihrer Haupttätigkeiten ist die Erstellung von Quechua-Sprachversionen für Software (Software-Lokalisation), darunter (pädagogische) Computerspiele wie Tux for Kids und elektronische Lernplattformen wie Chamilo. Sie beteiligte sich an der Implementierung des elektronischen Wörterbuchs Simidic zur Offline-Anwendung für indigene Sprachen. Ebenso ist sie an Podcast-Projekten beteiligt, für die sie Beiträge auf Quechua aufnimmt, so für Llaqtaypa Rimaynin („Sprache meines Volkes“) und Amaru Taytakunapak [sic] („Schlange für die Väter“), das von Indigenen aus Ecuador in New York City betrieben wird.
Irma Álvarez Ccoscco schreibt darüber hinaus Gedichte auf Quechua, die in Online- und Printmedien der USA und Perus erschienen sind, darunter Ínsula Barataria, Atuqpa Chupan („Des Fuchses Schwanz“, von Pablo Landeo Muñoz geleitete quechuasprachige Literaturzeitschrift Perus) sowie And Then 21.

## Werke

### Filme
- 2018: Runasimipi Qillqaspa. Cusco

### Gedichte
- Abyayala. In: Pedro Favarón: Voces de LIMO (completo): Muestra de poesía peruana en diálogo con el territorio y la vida. Cactus del viento, Tsukuba (Japan) 2021. S. 294–296. (Zuvor veröffentlicht in: Ínsula Barataria, 2020.)
- T'uruwan Qillqaq. In: Pedro Favarón: Voces de LIMO (completo): Muestra de poesía peruana en diálogo con el territorio y la vida. Cactus del viento, Tsukuba (Japan) 2021. S. 297–300.
- Kawsaq. In: Pedro Favarón: Voces de LIMO (completo): Muestra de poesía peruana en diálogo con el territorio y la vida. Cactus del viento, Tsukuba (Japan) 2021. S. 301–304.